# Fuadi Ndayisenga
Fuadi Ndayisenga (ur. 15 czerwca 1989 w Bużumburze) – burundyjski piłkarz występujący na pozycji pomocnika.

## Kariera klubowa
Ndayisenga karierę rozpoczynał w 2006 roku w zespole Vital’O FC. W tym samym roku, a także rok później zdobył z nim mistrzostwo Burundi. W 2008 roku przeniósł się do rwandyjskiego APR FC, z którym w 2009 roku zdobył mistrzostwo Rwandy.
Po tym sukcesie Ndayisenga odszedł do innego rwandyjskiego zespołu, SC Kiyovu Sport. Spędził tam 2 lata, a w 2011 roku przeszedł do drużyny Rayon Sports FC. W sezonie 2012/2013 został z nim mistrzem Rwandy. W 2015 grał w Sofapaka FC, a w sezonie 2015/2016 był zawodnikiem Vital’O FC, z którym został mistrzem kraju. W sezonie 2016/2017 występował w ugandyjskim Villa SC, a w latach 2017-2019 był piłkarzem AS Kigali FC. W sezonie 2019/2020 grał w Espoir FC.

## Kariera reprezentacyjna
W reprezentacji Burundi Ndayisenga zadebiutował 1 czerwca 2008 roku w zremisowanym 0:0 meczu eliminacji do MŚ 2010 z Seszelami. Do 2015 roku rozegrał w niej 26 meczów i strzelił 1 gola.